# ماوريزيا سيكوني
ماوريزيا سيكوني (مواليد 12 أبريل 1975) هي سباحة إيطالية متزامنة سابقة شاركت في الألعاب الأولمبية الصيفية لعام 1996 وفي الألعاب الأولمبية الصيفية لعام 2000 . 